# القارئة (العدين)

تعديل مصدري - تعديل

القارئة محلة تابعة لقرية الوادي، التابعة لعزلة بني عمران بمديرية العدين إحدى مديريات محافظة إب في الجمهورية اليمنية، بلغ تعداد سكانها 31 حسب تعداد اليمن لعام 2004.